# Daniel Hallberg
Robert Daniel Hallberg, född 21 januari 1905, död 26 juli 1990 i Bromma, missionär och predikant i Pingströrelsen. Sångförfattare och bearbetare av sångtexter. Han finns bland annat representerad i olika utgåvor av Segertoner. I 1960 års version deltog han i psalmbokens produktion och han finns representerad med sju originaltexter, 7 översättningar och 42 bearbetade sångtexter.
Hans texter blir fria för publicering 2061. Hans fina kristocentriska text till W A Mozart´s Ave verum corpus rönte stor uppmärksamhet och hyllades av kritiker. Den gavs ut på Pingströrelsens förlag Normans i deras körserie.
Daniel Hallberg är begravd på Norra begravningsplatsen utanför Stockholm.

## Sånger
- Det finns en underbar källa (flera frikyrkliga psalmböcker)
- Svensk text till W A Mozart´s Ave verum corpus (Jesus,Jesus) utgiven i musikförlaget NORMANS körserie 1989
- Dröjer du än, o broder? (Segertoner 1960 nr 117) troligen en bearbetning enbart
- Ej glömmer jag den bittra stund (Segertoner 1960 okänt nummer) skrev texten till Segertoner 1960, påminner om psalmen Den stunden i Getsemane
- En gång skörden är slut (Segertoner 1960 nr 124) troligen en bearbetning enbart
- En sång vi ville sjunga skrevs 1960
- Fast vid korset blev han naglad
- Gån ut med korsets budskap skriven 1958
- I ären tempel (Segertoner 1930 och 1960 nr 161) möjligen översatt
- Jesusnamnet, tag det med dig (Guds lov 1930 med annan titelrad, Segertoner 1960 nr 140) Finns på Wikisource.
- Kom, du helge Ande från höjden skriven 1959
- Kommen alla i som liden (Segertoner 1960 nr 173)
- Någonstans bland alla skuggorna står Jesus, skriven 1954,[3] svensk översättning av E.J. Rollings, Standing Somewhere in the Shadows (1947), först framförd och inspelad av Einar Ekberg, senare även av flera andra artister. (Originalets författare Elmer James Rollings, född 1892 i Kentucky, baptistpastor, på 1930-talet grundare av Metropolitan Tabernacle i Detroit, 1953 arrangör av Billy Grahams kampanj i Detroit.)
- När av Andens dop fick av nåd ta mot skriven 1953
- O käre vän, som vandrar än skrevs 1960
- Oss ett härligt rike väntar (Segertoner 1922, 1930 och 1960 nr 53) möjligen en bearbetning enbart
- Stor är din trofasthet (bearbetning)
- Stå för Gud, du Sveriges ungdom skrevs 1960
- Tänk vilken underbar nåd av Gud (Segertoner 1960 nr 50) bearbetning Finns på Wikisource.
- Välkommen var ibland de frälstas skara (Segertoner 1960 nr 189) bearbetning